# Apia International Sydney 2015
Apia International Sydney 2015 byl společný tenisový turnaj mužského okruhu ATP World Tour a ženského okruhu WTA Tour, hraný v areálu NSW Tennis Centre na otevřených dvorcích s tvrdým povrchem Plexicushion. Probíhal ve druhém týdnu sezóny mezi 11. až 17. lednem 2015 v metropoli Nového Jižního Walesu, Sydney, jako 123. ročník turnaje.
Mužská polovina se řadila do kategorie ATP World Tour 250 a její dotace činí 494 310 amerických dolarů. Ženská část s rozpočtem 731 000 dolarů byla součástí kategorie WTA Premier Tournaments. Turnaj představoval událost Australian Open Series v týdnu před úvodním grandslamem roku, Australian Open.
Australané Samantha Stosurová, Nick Kyrgios a Bernard Tomic potvrdili jako první tenisté účast na turnaji 16. října 2014. Nejvýše nasazeným singlistou byl devatenáctý hráč světa Fabio Fognini, jenž po volném losu vypadl ve druhém kole s Juanem Martínem del Potrem, vracejícím se po dlouhodobém zranění zápěstí.
Turnaj se zapsal do historie ATP Tour mužským finále, v němž na sebe narazili tenisté, kteří oba postoupili z kvalifikace. Nikdy předtím se v zápas o titul nestřetli dva kvalifikanti. Vítězem se stal Troicki.
Ženská turnajová jednička ve dvouhře a světová trojka Simona Halepová z Rumunska odstoupila pro onemocnění. Ve finále se utkaly dvě české hráčky. Druhá nasazená Petra Kvitová porazila Karolínu Plíškovou ve dvou setech a připsala si patnáctou kariérní trofej na okruhu WTA.

## Rozdělení bodů a finančních odměn

### Rozdělení bodů
| Soutěž       | vítězové | finalisté | semifinalisté | čtvrtfinalisté | 16 v kole | 32 v kole | Q  | Q3 | Q2 | Q1 |
| ------------ | -------- | --------- | ------------- | -------------- | --------- | --------- | -- | -- | -- | -- |
| dvouhra mužů | 250      | 150       | 90            | 45             | 20        | 0         | 12 | 6  | 0  | 0  |
| čtyřhra mužů | 250      | 150       | 90            | 45             | 0         |           |    |    |    |    |
| dvouhra žen  | 470      | 305       | 185           | 100            | 55        | 1         | 25 | 18 | 13 | 1  |
| čtyřhra žen  | 470      | 305       | 185           | 100            | 1         |           |    |    |    |    |

### Finanční odměny
| Soutěž                                  | vítězové | finalisté | semifinalisté | čtvrtfinalisté | 16 v kole | 32 v kole | Q3     | Q2     | Q1   |
| --------------------------------------- | -------- | --------- | ------------- | -------------- | --------- | --------- | ------ | ------ | ---- |
| dvouhra mužů                            | $80 000  | $42 100   | $22 800       | $12 990        | $7 655    | $4 535    | $730   | $350   | —    |
| čtyřhra mužů                            | $24 280  | $12 760   | $6 920        | $3 960         | $2 320    | —         | —      | —      | —    |
| dvouhra žen                             | $124 000 | $66 000   | $35 455       | $19 050        | $10 220   | $5 580    | $2 920 | $1 555 | $860 |
| čtyřhra žen                             | $39 000  | $20 650   | $11 360       | $5 875         | $3 140    | —         | —      | —      | —    |
| ve čtyřhrách jsou uváděny částky na pár |          |           |               |                |           |           |        |        |      |

## Dvouhra mužů

### Nasazení
| Stát                         | Hráč                  | ATP | Nasazení |
| ---------------------------- | --------------------- | --- | -------- |
| Itálie                       | Fabio Fognini         | 19. | 1.       |
| Belgie                       | David Goffin          | 22. | 2.       |
| Německo                      | Philipp Kohlschreiber | 24. | 3.       |
| Francie                      | Julien Benneteau      | 25. | 4.       |
| Argentina                    | Leonardo Mayer        | 28. | 5.       |
| Uruguay                      | Pablo Cuevas          | 29. | 6.       |
| Francie                      | Jérémy Chardy         | 31. | 7.       |
| Slovensko                    | Martin Kližan         | 34. | 8.       |
| Žebříček ATP k 5. lednu 2015 |                       |     |          |

### Jiné formy účasti
Následující hráčí obdrželi divokou kartu do hlavní soutěže:
- Juan Martín del Potro
- Samuel Groth
- Marinko Matosevic

Následující hráči postoupili z kvalifikace:
- Michail Kukuškin
- Jarkko Nieminen
- Igor Sijsling
- Viktor Troicki

### Odhlášení
před zahájením turnaje
- Marcel Granollers (poranění kolena) → nahradil jej Simone Bolelli

## Mužská čtyřhra

### Nasazení
| Stát                                                                                   | Hráč              | Stát     | Hráč                   | WTA | Nasazení |
| -------------------------------------------------------------------------------------- | ----------------- | -------- | ---------------------- | --- | -------- |
| Francie                                                                                | Julien Benneteau  | Francie  | Édouard Roger-Vasselin | 12. | 1.       |
| Nizozemsko                                                                             | Jean-Julien Rojer | Rumunsko | Horia Tecău            | 32. | 2.       |
| Indie                                                                                  | Rohan Bopanna     | Kanada   | Daniel Nestor          | 34. | 3.       |
| Pákistán                                                                               | Ajsám Kúreší      | Srbsko   | Nenad Zimonjić         | 37. | 4.       |
| Žebříček ATP k 5. lednu 2015; číslo je součtem žebříčkového postavení obou členů páru. |                   |          |                        |     |          |

### Jiné formy účasti
Následující páry obdržely divokou kartu do hlavní soutěže:
- James Duckworth /  Chris Guccione
- Nick Kyrgios /  Marinko Matosevic

## Ženská dvouhra

### Nasazení
| Stát                          | Hráčka                | WTA | Nasazení |
| ----------------------------- | --------------------- | --- | -------- |
| Rumunsko                      | Simona Halepová       | 3.  | 1.       |
| Česko                         | Petra Kvitová         | 4.  | 2.       |
| Polsko                        | Agnieszka Radwańská   | 6.  | 3.       |
| Dánsko                        | Caroline Wozniacká    | 8.  | 4.       |
| Německo                       | Angelique Kerberová   | 9.  | 5.       |
| Rusko                         | Jekatěrina Makarovová | 10. | 6.       |
| Slovensko                     | Dominika Cibulková    | 11. | 7.       |
| Itálie                        | Flavia Pennettaová    | 12. | 8.       |
| Žebříček WTA k 12. lednu 2015 |                       |     |          |

### Jiné formy účasti
Následující hráčky obdržely divokou kartu do hlavní soutěže:
- Jarmila Gajdošová
- Darja Gavrilovová

Následující hráčky postoupily z kvalifikace:
- Polona Hercogová
- Kristina Mladenovicová
- Cvetana Pironkovová
- Lesja Curenková
  -  Nicole Gibbsová – jako šťastná poražená

### Odhlášení
před zahájením turnaje
- Simona Halepová (gastrointestinální onemocnění) → nahradila ji Nicole Gibbsová

### Skrečování
- Caroline Wozniacká (poranění zápěstí)
- Madison Keysová

## Ženská čtyřhra

### Nasazení
| Stát                                                                                    | Hráčka                  | Stát      | Hráčka                    | WTA | Nasazení |
| --------------------------------------------------------------------------------------- | ----------------------- | --------- | ------------------------- | --- | -------- |
| Švýcarsko                                                                               | Martina Hingisová       | Itálie    | Flavia Pennettaová        | 23. | 1.       |
| USA                                                                                     | Raquel Kopsová-Jonesová | USA       | Abigail Spearsová         | 24. | 2.       |
| Španělsko                                                                               | Garbiñe Muguruzaová     | Španělsko | Carla Suárezová Navarrová | 33. | 3.       |
| Čínská Tchaj-pej                                                                        | Čan Chao-čching         | Česko     | Květa Peschkeová          | 37. | 4.       |
| Žebříček WTA k 12. lednu 2015; číslo je součtem žebříčkového postavení obou členů páru. |                         |           |                           |     |          |

### Jiné formy účasti
Následující páry obdržely divokou kartu:
- Belinda Bencicová /  Lucie Šafářová
- Dominika Cibulková /  Jarmila Gajdošová
- Arina Rodionovová /  Olga Savčuková

## Přehled finále

### Mužská dvouhra
- Viktor Troicki vs.  Michail Kukuškin, 6–2, 6–3

### Ženská dvouhra
- Petra Kvitová vs.  Karolína Plíšková, 7–6 (7–5), 7–6 (8–6)

### Mužská čtyřhra
- Rohan Bopanna /  Daniel Nestor vs.  Jean-Julien Rojer /  Horia Tecău, 6–4, 7–6(7–5)

### Ženská čtyřhra
- Bethanie Matteková-Sandsová /  Sania Mirzaová def.  Raquel Kopsová-Jonesová /  Abigail Spearsová, 6–3, 6–3